# Graham Roberts
Pour les articles homonymes, voir Roberts.
Graham Roberts, né le 3 juillet 1959 à Southampton (Angleterre), est un footballeur anglais, qui évoluait au poste de défenseur à Tottenham Hotspur et en équipe d'Angleterre.
Roberts n'a marqué aucun but lors de ses six sélections avec l'équipe d'Angleterre entre 1983 et 1984.

## Carrière de joueur
- 1978-1979 : Dorchester Town
- 1979-1980 : Weymouth
- 1980-1986 : Tottenham Hotspur
- 1986-1988 : Rangers FC
- 1988-1990 : Chelsea
- 1990-1992 : West Bromwich Albion
- 1994-1995 : Stevenage Borough
- 1995-1998 : Yeovil Town
- 1998-1999 : Slough Town

## Palmarès

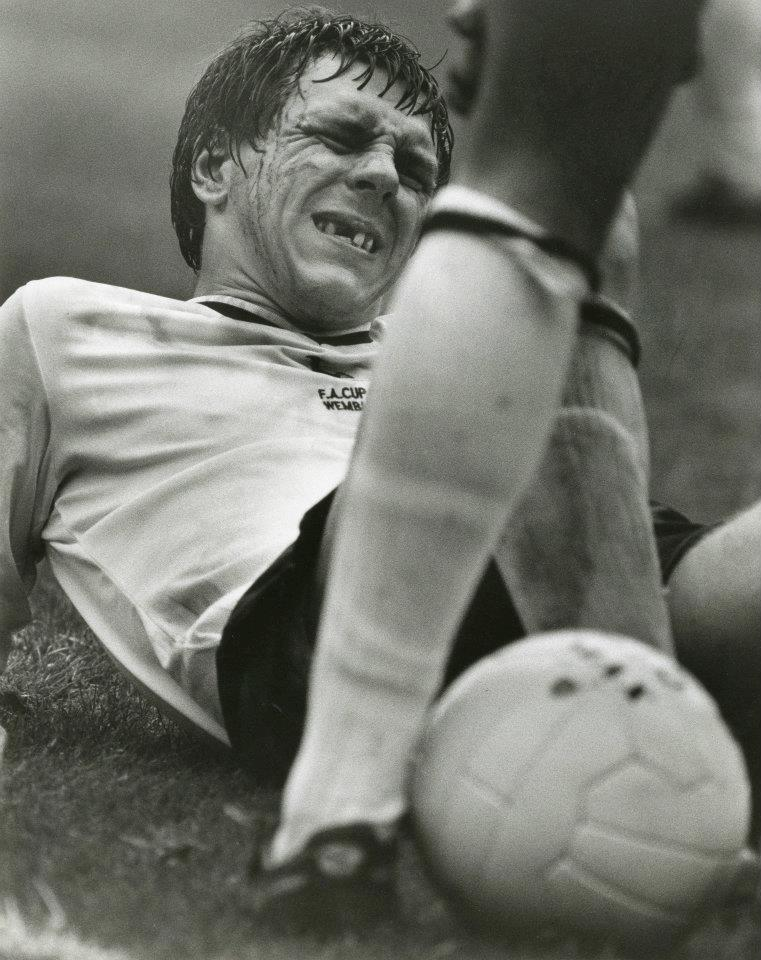
Finale de la FA Cup, 1981. Voici M. Roberts jouant pour Tottenham. Il a perdu trois dents, mais a refusé de quitter le terrain.

### En équipe nationale
- 6 sélections et 0 but avec l'équipe d'Angleterre en 1983 et 1984.

### Avec Tottenham Hotspur
- Vainqueur de la Coupe UEFA en 1984.
- Vainqueur de la Coupe d'Angleterre de football en 1981 et 1982.

### Avec les Glasgow Rangers
- Vainqueur du Championnat d'Écosse de football en 1987.
- Vainqueur de la Coupe de la Ligue écossaise de football en 1987 et 1988.

### Avec Chelsea
- Vainqueur du Championnat d'Angleterre de football D2 en 1989.

## Carrière d'entraîneur
- 1995-1998 : Yeovil Town
- 2005-2006 : Clyde
- 2010-2011 : Pakistan
- 2011- :  Népal